# Nicoya (canton)
Nicoya est un canton (deuxième échelon administratif) costaricien de la province de Guanacaste au Costa Rica.

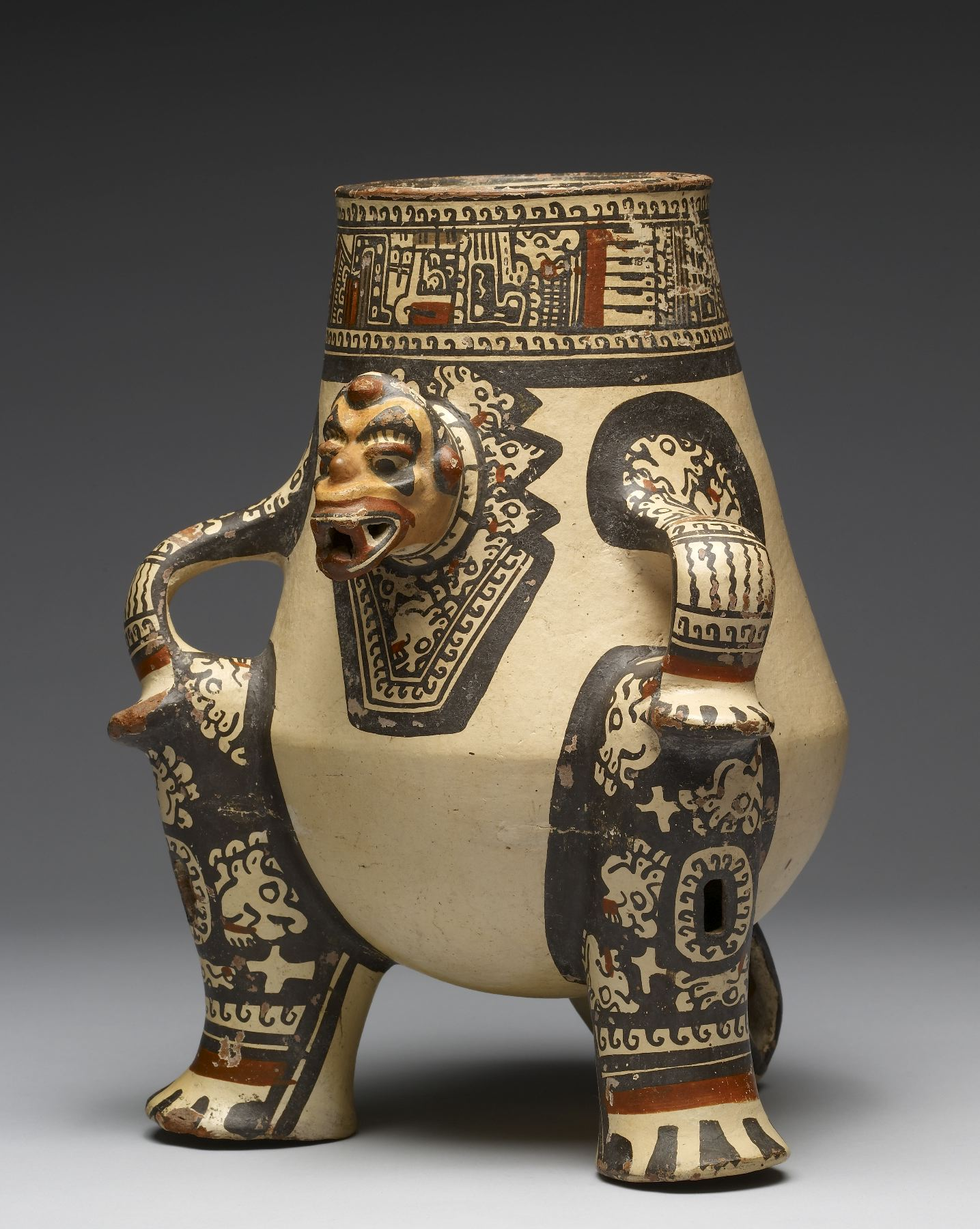
Cette céramique de Pataky (fin de la période VI, 1000-1350 ap. J.-C.) représente un chaman assis transformé en esprit jaguar sous forme de compagnon.